# Vstop Islandije v Evropsko unijo
Vstop Islandije v Evropsko unijo je proces pridruževanja Islandije v Evropsko unijo. Leta 2013 je islandska vlada zamrznila pridružitvene aktivnosti, leta 2015 pa uradno umaknila kandidaturo.

## Postopek
| Uradno podana prošnja za članstvo | Dodelitev statusa kandidatke | Začetek pristopnih pogajanj | Vstop v Evropsko unijo | Sprejem Evra |
| --------------------------------- | ---------------------------- | --------------------------- | ---------------------- | ------------ |
| 17. julij 2009                    | 2010                         | 2010                        | Preklicano             | Preklicano   |

## Primerjava med Islandijo in EU
|                               | Islandija             | Islandija           | Evropska unija                             | Evropska unija                             |
| Vodstvo                       | Predsednik države     | Predsednica vlade   | Predsednik Evropskega sveta                | Predsednica Evropske komisije              |
| ----------------------------- | --------------------- | ------------------- | ------------------------------------------ | ------------------------------------------ |
| Vodstvo                       |                       |                     |                                            |                                            |
| Vodstvo                       | Guðni Th. Jóhannesson | Katrín Jakobsdóttir | Charles Michel                             | Ursula von der Leyen                       |
| Velikost (km2)                | 102,775               | 102,775             | 4.324.782                                  | 4.324.782                                  |
| Število prebivalcev           | 360,390 (2019)        | 360,390 (2019)      | 513,481,691 (2019)                         | 513,481,691 (2019)                         |
| Nominalni BDP (v milijonih $) | 27                    | 27                  | 18.495.349                                 | 18.495.349                                 |
| Valuta                        | Islandska krona       | Islandska krona     | Evro in valute nekaterih posameznih članic | Evro in valute nekaterih posameznih članic |